# Liste der Monuments historiques in Vecqueville
Die Liste der Monuments historiques in Vecqueville führt die Monuments historiques in der französischen Gemeinde Vecqueville auf.

## Liste der Objekte
| Bezeichnung | Beschreibung | Standort                 | Kennzeichnung | Schutzstatus | Datum | Bild           |
| ----------- | --- | ------------------------ | ------------- | ------------ | ----- | -------------- |
| Hochofen    | translozierte Bauteile des von 1866 bis 1868 errichteten Hochofens mit Koksfeuerung; ältester und vermutlich einziger erhaltener Hochofen dieser Bauart | Rue de la Liberté (Lage) | PM52001459    | Classé       | 2001  | weitere Bilder |